# Каранцай
Каранца́й — село в Куйтунском районе Иркутской области России. Входит в Лермонтовское муниципальное образование.

## География
Находится при слиянии речек Большой Каранцай и Малый Каранцай, образующих речку Каранцай (левый приток Кимильтея, бассейн Оки), в 27 к юго-западу от центра сельского поселения, посёлка Лермонтовский, и в 35 км к юго-западу от районного центра, пгт Куйтун.

## Население
| 2002 | 2010 | 2011 | 2012 |
| ---- | ---- | ---- | ---- |
| 360  | ↘266 | ↘265 | ↘258 |

По данным Всероссийской переписи, в 2010 году в селе проживало 266 человек (134 мужчины и 132 женщины).